# (13192) Quine
(13192) Quine ist ein Asteroid des Hauptgürtels, der am 31. Januar 1997 vom italo-amerikanischen Astronomen Paul G. Comba (1926–2017) am Prescott-Observatorium (IAU-Code 684) südlich von Prescott in Arizona entdeckt wurde.
Der Asteroid wurde am 20. März 2000 nach dem US-amerikanischen Philosophen und Logiker Willard Van Orman Quine (1908–2000) benannt, der von 1936 bis 1978 Professor für Philosophie an der Harvard University war.